# Coupe d'Angleterre de football 1928-1929
Navigation
Coupe d'Angleterre 1927-1928 Coupe d'Angleterre 1929-1930
La Coupe d'Angleterre de football 1928-1929 est la 54e édition de la Coupe d'Angleterre, la plus ancienne compétition de football, la Football Association Challenge Cup (généralement connue sous le nom de FA Cup).
Bolton Wanderers remporte la compétition pour la troisième fois de son histoire, battant Portsmouth en finale sur le score de 2 à 0 à Wembley à Londres.

## Compétition

### Quarts de finale
Les quarts de finale ont lieu le 2 mars 1929.
| Équipe 1             | Résultat | Équipe 2          |
| -------------------- | -------- | ----------------- |
| Aston Villa          | 1 - 0    | Arsenal           |
| Blackburn Rovers     | 1 - 1    | Bolton Wanderers  |
| West Bromwich Albion | 1 - 1    | Huddersfield Town |
| Portsmouth           | 3 - 2    | West Ham United   |

Matchs d'appui le 6 mars 1929 :
| Équipe 1          | Résultat | Équipe 2             |
| ----------------- | -------- | -------------------- |
| Huddersfield Town | 2 - 1    | West Bromwich Albion |
| Bolton Wanderers  | 2 - 1    | Blackburn Rovers     |

### Demi-finales
Les demi finales ont lieu le 23 mars 1929, tous les matchs ont lieu sur terrain neutre.
| Équipe 1         | Résultat | Équipe 2          |
| ---------------- | -------- | ----------------- |
| Bolton Wanderers | 3 – 1    | Huddersfield Town |
| Portsmouth       | 1 – 0    | Aston Villa       |

### Finale
| Finale de la coupe d'Angleterre 1928-1929 | Bolton Wanderers | 2 – 0   | Portsmouth | Wembley, Londres     |                      |
| 27 avril 1929                             |                  | (0 – 0) |            | Spectateurs : 92 576 | Spectateurs : 92 576 |